# Pieter Cornelisz van Soest
Pieter Cornelisz van Soest (? - Amsterdam, ca. 1667) was een Nederlands maritiem schilder (bloeitijd ca. 1640-1667). Hij schilderde vooral zeeslagen.

## Biografie
Van Soest werkte in Amsterdam, in de periode 1642 tot ca. 1667, en was mogelijk een leerling van Claes Claesz. Wou. Op 10 december 1642 werd hij poorter van Amsterdam. Hij was getrouwd met Marritie Dircx (1620-?). Verder is bekend dat hij drie gehuwde kinderen had: Cornelis, Dirck en Anneke.
Hij wordt gezien als de leermeester van Jan Abrahamsz. Beerstraaten, die ook kunstschilder was in omstreeks dezelfde periode.
Onderwerpen waarover hij heeft geschilderd zijn onder andere de Zeeslag bij Duins en de Tweede Engels-Nederlandse Oorlog, in het bijzonder de Tocht naar Chatham. Ook beeldde van Soest de schepen Comet Star en Eendracht af. Zijn schilderijen hebben meestal een panoramisch uitzicht over de gevechten. Van Soest beeldde de schepen af met fijne penseelstreken, en een lichte impasto was een kenmerk van zijn luchten. 
Gebruikelijk voor schilders binnen dit genre worden diverse tijden en incidenten op de schilderijen van Van Soest samengevoegd, wat niet wegneemt dat er een algemene indruk wordt gegeven van de omvang en impact van de geleverde strijd.

## Doopsgezinden
Van Soest behoorde in de zeventiende eeuw tot de kerkgemeenschap van de 'Oude Vlamingen', een afsplitsing van de doopsgezinden. Hij was zelfs hun voorganger. 

## Kritiek
De Britse Admiraal Lionel Preston (1875-1971) en auteur van Sea And River Painters of the Netherlands in the Seventeenth Century (1938) geeft in zijn korte beschrijving over Van Soest dat werk van hem in Het Scheepvaartmuseum wel kwaliteit bevat maar weinig originaliteit.

## Galerij

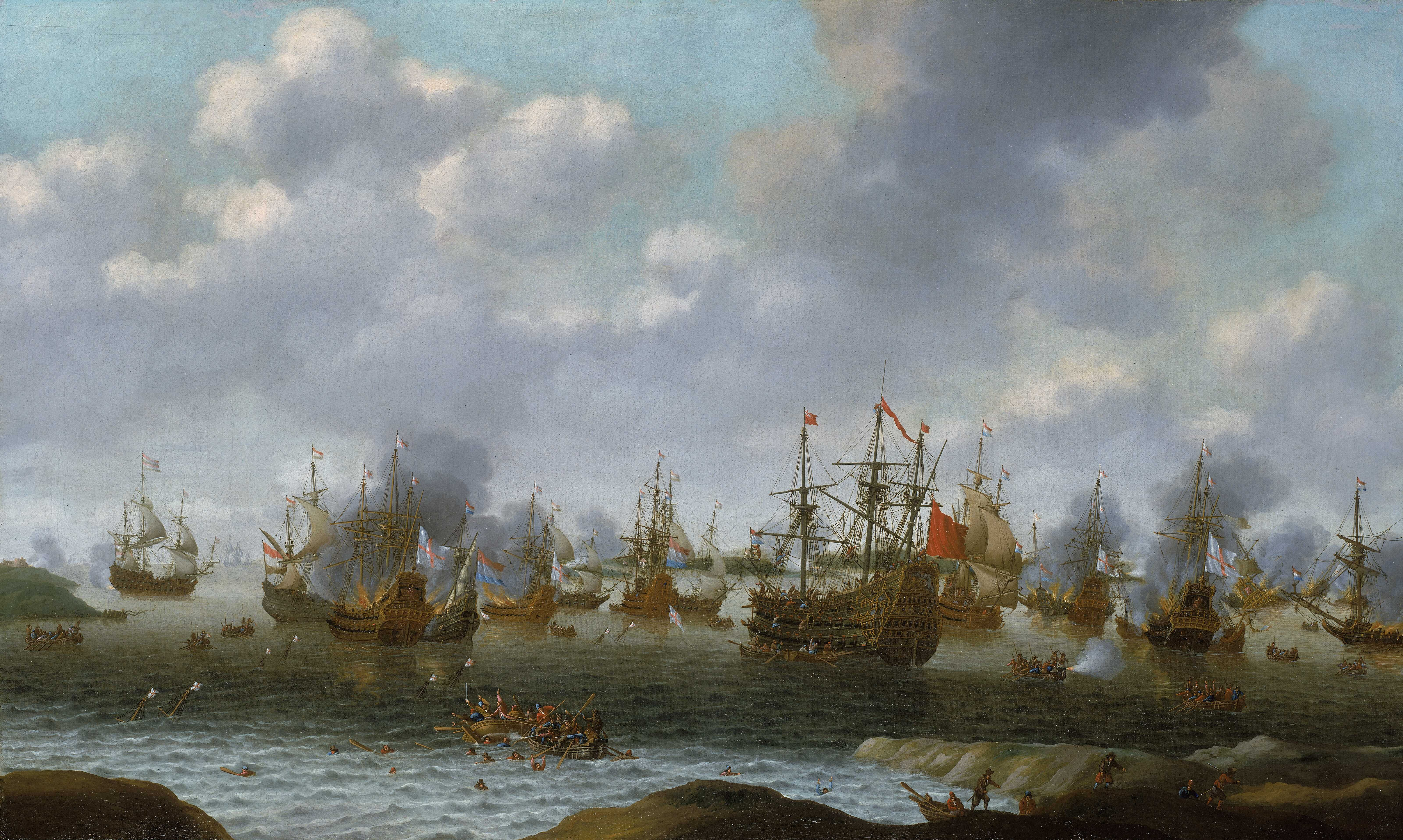
Tocht naar Chatham
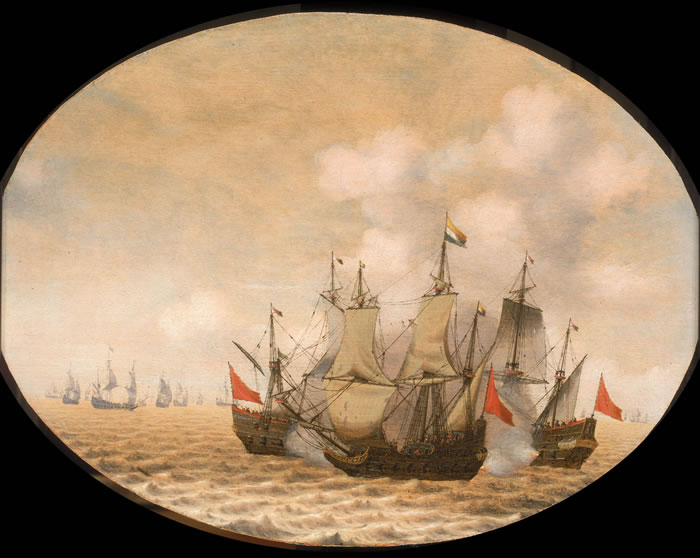
Een Nederlands schip in slag met twee Spaanse schepen
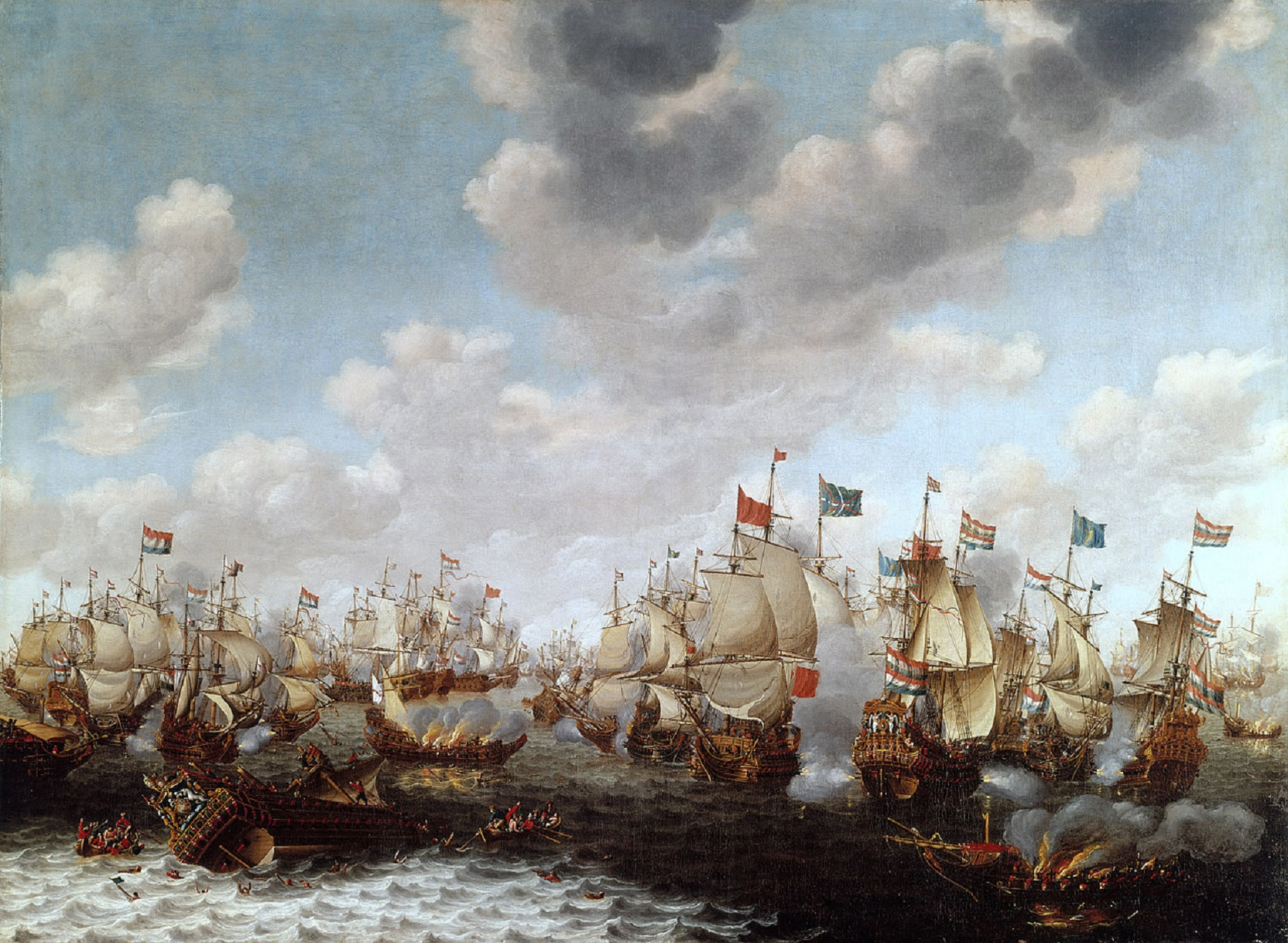
Vierdaagse Zeeslag

- RKD-Nederlands Instituut voor Kunstgeschiedenis: 73758
- Union List of Artist Names: 500028715
- Virtual International Authority File: 95858951